# Echte Dornschwanzhörnchen
Die Echten Dornschwanzhörnchen (Anomalurus) sind mit vier Arten die größte Gattung der Dornschwanzhörnchen, einer Familie afrikanischer, gleitfähiger Nagetiere.
Dies sind die typischen Vertreter der Dornschwanzhörnchen. Sie haben Kopfrumpflängen zwischen 22 und 43 cm, hinzu kommen 15 bis 45 cm Schwanz. Die namengebenden dornenartigen Schuppen an der Schwanzunterseite sind ebenso vorhanden wie die Gleithaut, mit der sie von Baum zu Baum segeln. Die Krallen sind sehr scharf und bieten einen guten Halt beim senkrechten Klettern an Baumstämmen. Haben sie eine gewisse Höhe erreicht, gelangen sie mit Hilfe ihrer Gleitfähigkeit zum nächsten Baum. Dabei ist bei einem Lord-Derby-Dornschwanzhörnchen ein Flug über 100 m bestätigt worden, und unbestätigte Berichte sprechen sogar von 250 m. Meistens dürften aber weitaus geringere Distanzen ausreichend sein, um im Regenwaldhabitat den nächsten Baum zu erreichen.
Echte Gleitschwanzhörnchen sind nachtaktiv und schlafen tagsüber in Baumhöhlen. Sie ernähren sich von allen möglichen Pflanzenmaterialien (Rinde, Früchte, Blüten, Blätter, Nüsse) und nebenbei von Insekten.
Die vier Arten sind:
- Beecrofts Dornschwanzhörnchen, Anomalurus beecrofti, West- und Zentralafrika
- Pel-Dornschwanzhörnchen, Anomalurus pelii, Westafrika
- Lord-Derby-Dornschwanzhörnchen, Anomalurus derbianus, West-, Zentral- und Ostafrika
- Zwerg-Dornschwanzhörnchen, Anomalurus pusillus, Zentralafrika

Das Beecroft-Dornschwanzhörnchen ist die Schwestergruppe aller anderen Echten Dornschwanzhörnchen wird manchmal einer eigenen Gattung Anomalurops zugeordnet.